# Douglas DC-8
Douglas DC-8 (kasneje tudi McDonnell Douglas DC-8) je štirimotorno ozkotrupno reaktivno potniško letalo dolgega dosega, ki ga je razvila ameriška družba Douglas Aircraft Company. Uporabljala ga je tudi slovenska Adria za lete v ZDA in Kanado. Dne 21. avgusta 1961 je Douglas DC-8 registracije CF-CPG dosegel 2 rekorda: višino 50.000 čevljev pri teži 107.600 lbs (48,8 ton) - višinski rekord za natovorjeno transportno letalo in prebil zvočni zid pri hitrosti 1,012 Mach (573 kts, 1062 km/h) med kontroliranim spuščanjem na višini 41.000 čevljev (12.497 m) in to hitrost ohranil 16 sekund, pri čemer je DC-8 postal prvo civilno letalo, ki je letelo nadzvočno, dostavljeno je bilo družbi Canadian Pacific Air Lines. V letih od 1958 do 1972 so izdeali 556 letal. Uveden je bil kasneje kot precej podobni Boeing 707, vendar je kljub temu uspel na trgu. Pozneje so ga nadomestila širokotrupna letala, kot so Boeing 747, McDonnell Douglas DC-10 and Lockheed L-1011 TriStar. Kljub veliki starosti so danes še v uporabi tovorne različice.

## Zgodovina
Po Drugi svetovni vojni, je bil Douglas eden izmed najbomembnejših, če ne najpomembnejši proizvajalec komercialnih letal. Sicer je Boeing razvil v celoti kovinsko letalo Boeing 247, je pa Douglas naredil potniško letalstvo realnost. Načrtoval je veliko propelerskih letal z batnimi motorji Douglas DC-2, DC-3, DC-4, DC-5, DC-6, in DC-7 v 1930ih, 1940ih in 1950ih. Po britanskem de Havilland Comet prvem reaktivnem potniškem letalu, Douglas ni takoj reagiral s konkurentom, ampak je razvijal nova propelerska letala. Potem je Boeing začel razvijati reaktivna letala sprva za vojsko. 
Douglas je začel z DC-8 programom julija 1955. Za pogon so izbrali štiri Pratt & Whitney JT3C turboreaktivne motorje, 30° naklon kril in 3,35 m široko kabino z 5 sedeži v vrsti. Njvečja vzletna teža naj bi bila 95 ton, doseg pa 4800-6400 kilometrov.

## Tehnične specifikacije
| Različica                  | DC-8-32                                                    | DC-8-51                                                                            | DC-8-54JT (-54CF)                                                    | DC-8-61                                                      | DC-8-63CF                                                   |
| -------------------------- | ---------------------------------------------------------- | ---------------------------------------------------------------------------------- | -------------------------------------------------------------------- | ------------------------------------------------------------ | ----------------------------------------------------------- |
| Posadka                    | 3                                                          | 3                                                                                  | 3                                                                    | 3                                                            | 3                                                           |
| Kapaciteta                 | 176 potnikov 124 potnikov                                  | 144–179 potnikov 132 potnikov (mešano)                                             | 132 potnikov 155–189 potnikov 8 tovornih palet + 63 potnikov 13palet | 200–212 potnikov 251–269 potnikov                            | 251–269 potnikov 200–212 potnikov                           |
| Dolžina                    | 150 ft 6 in (45,87 m)                                      | 150 ft 6 in (45,87 m)                                                              | 150 ft 6 in (45,87 m)                                                | 187 ft 4 in (57,10 m)                                        | 187 ft 4 in (57,10 m)                                       |
| Razpon kril                | 142 ft 5 in (43,41 m)                                      | 142 ft 5 in (43,41 m)                                                              | 142 ft 5 in (43,41 m)                                                | 142 ft 5 in (43,41 m)                                        | 148 ft 5 in (45,24 m)                                       |
| Višina                     | 43 ft 4 in (13,21 m)                                       | 43 ft 4 in (13,21 m)                                                               | 43 ft 4 in (13,21 m)                                                 | 43 ft 0 in (13,11 m)                                         | 43 ft 0 in (13,11 m)                                        |
| Površina kril              | 2.771 sq ft (257,4 m2)                                     | 2.771 sq ft (257,4 m2)                                                             | 2.771 sq ft (257,4 m2)                                               | 2.771 sq ft (257,4 m2)                                       | 2.927 sq ft (271,9 m2)                                      |
| Maks. pristajalna teža     |                                                            | 199.500 lb (90.500 kg)                                                             | 240.000 lb (108.862 kg)                                              | 240.000 lb (108.862 kg)                                      | 275.000 lb (124.738 kg)                                     |
| Maks. vzletna teža         | 310.000 lb (140.614 kg)                                    | 276.000 lb (125.191 kg)                                                            | 315.000 lb (142.882 kg)                                              | 325.000 lb (147.418 kg)                                      | 355.000 lb (161.025 kg)                                     |
| Motorji (4x)               | Pratt & Whitney JT4A-9 turbojets, 16,800 lb (74.7 kN) each | Pratt & Whitney JT3D-1 or JT3D-3 turbofans, 17,000/18,000 lb (75.61/80.06 kN) each | Pratt & Whitney JT3D-3B turbofans, 18,000 lb (80.06 kN) each         | Pratt & Whitney JT3D-3B turbofans, 18,000 lb (80.06 kN) each | Pratt & Whitney JT3D-7 turbofans, 19,000 lb (84.51 kN) each |
| Maks. hitrost              | 588 mph (946 km/h)                                         |                                                                                    | 593 mph (954 km/h)                                                   | 581 mph (935 km/h)                                           | 596 mph (959 km/h)                                          |
| Dolet                      | 6.278 mi (10.103 km)                                       | 5.077 mi (8.171 km)                                                                | 7.543 mi (12.139 km)                                                 | 5.846 mi (9.408 km)                                          | 7.008 mi (11.278 km)                                        |
| Višina leta                | 35.000 ft (11.000 m)                                       | 35.000 ft (11.000 m)                                                               | 35.000 ft (11.000 m)                                                 | 35.000 ft (11.000 m)                                         |                                                             |
| Kapaciteta goriva          | 23400 USgal                                                | 23400 USgal                                                                        | 23400 USgal                                                          | 23400 USgal                                                  | 24275 USgal                                                 |
| Število proizvedenih letal | 43                                                         | 30                                                                                 | 15                                                                   | 78                                                           | 53                                                          |
| Aeroprofil                 | DSMA-277/-280 (koren krila) DSMA-281(konica krila)         | DSMA-277/-280 (koren krila) DSMA-281(konica krila)                                 | DSMA-277/-280 (koren krila) DSMA-281(konica krila)                   | DSMA-277/-280 (koren krila) DSMA-281(konica krila)           | DSMA-277/-280 (koren krila) DSMA-281(konica krila)          |

Viri:Predloga:Vs